# SOX2
La proteína SOX2, también conocida como SRY-box 2 (de sus siglas en inglés Sex determining Region Y-box 2), es un factor de transcripción cuya función es esencial en el mantenimiento de la autorrenovación de las células madre embrionarias no diferenciadas. La proteína SOX2 es codificada por un gen que no presenta intrones y pertenece a la familia de factores de transcripción SOX HMG-box relacionados con SRY, los cuales se encuentran implicados en la regulación del desarrollo embrionario y en la determinación de la diferenciación celular. Esta proteína podría actuar como un activador transcripcional tras la formación de un complejo proteico con otras proteínas. Diversas mutaciones en este gen han sido asociadas con una severa malformación de la estructura del ojo denominada anoftalmia. También se ha determinado que la expresión ectópica de SOX2 podría estar relacionada con una diferenciación anormal de las células del cáncer colorrectal. El gen sox2 se encuentra localizado en el intrón de otro gen mayor denominado SOX2OT (SOX2 overlapping transcript).
SOX2 es uno de los factores de transcripción clave en la inducción de la pluripotencialidad de las células madre. Tras comprobar que la expresión forzada de Oct4 induce pluripotencialidad en células mutantes en el gen sox2, un grupo de investigadores concluyeron que el principal papel de SOX2 en este proceso es controlar la expresión de Oct4, el cual logra perpetuar su propia expresión una vez alcanza determinados niveles en la célula.
También se ha podido identificar a sox2 con una alta tasa de heterogosidad en el genoma de los conejos al estudiar el proceso de domesticación de los mismos y su papel importante en el mantenimiento de las células madre

## Interacciones
La proteína Sox2 ha demostrado ser capaz de interaccionar con PAX6.